# Atletiek op de Olympische Zomerspelen 2016 – Verspringen vrouwen
Het verspringen voor de vrouwen op de Olympische Zomerspelen 2016 vond plaats op dinsdag 16 en woensdag 17 augustus 2016. Regerend olympisch kampioene was Britney Reese uit de Verenigde Staten, die haar titel in Rio de Janeiro verdedigde. De wedstrijd bestond uit een kwalificatieronde, waar atletes in drie pogingen bij de beste twaalf deelneemsters moesten komen om een plaats in de finale af te dwingen. De kwalificatie-eis was een sprong van 6,75 meter; slechts drie deelneemsters voldeden aan die afstand, waardoor de negen beste overige atletes ook werden geselecteerd. In de finale kreeg iedere verspringer drie kansen, waarna de vier atletes met de minste scores afvielen. De overige acht kregen nog drie mogelijkheden. De Amerikaanse Tianna Bartoletta won het goud met een sprong van 7,17 meter, twee centimeter meer dan de titelverdedigster.
Een X in onderstaand overzicht duidt op een ongeldige sprong, doorgaans wanneer een verspringer voorbij de balk afzette.

## Uitslagen

### Kwalificatieronde
| rang | naam                | land             | 1    | 2    | 3    | br   |   |
| ---- | ------------------- | ---------------- | ---- | ---- | ---- | ---- | - |
| 1    | Ivana Španović      | Servië           | 6,87 | DNS  | DNS  | 6,87 | Q |
| 2    | Malaika Mihambo     | Duitsland        | 6,63 | 6,82 | DNS  | 6,82 | Q |
| 3    | Brittney Reese      | Verenigde Staten | 6,78 | DNS  | DNS  | 6,78 | Q |
| 4    | Ksenija Balta       | Estland          | 6,13 | 6,71 | DNS  | 6,71 | Q |
| 5    | Tianna Bartoletta   | Verenigde Staten | 6,44 | 6,70 | 6,61 | 6,70 | Q |
| 6    | Ese Brume           | Nigeria          | 6,32 | 6,67 | 6,49 | 6,67 | Q |
| 7    | Lorraine Ugen       | Groot-Brittannië | 6,44 | 6,58 | 6,65 | 6,65 | Q |
| 8    | Darja Klisjina      | Rusland          | 6,64 | X    | X    | 6,64 | Q |
| 9    | Brooke Stratton     | Australië        | 6,40 | 6,46 | 6,56 | 6,56 | Q |
| 10   | Maryna Bech         | Oekraïne         | 6,49 | 6,47 | 6,55 | 6,55 | Q |
| 11   | Sosthene Moguenara  | Duitsland        | 6,46 | X    | 6,55 | 6,55 | Q |
| 12   | Jazmin Sawyers      | Groot-Brittannië | 6,49 | 6,36 | 6,53 | 6,53 | Q |
| 13   | Janay Deloach       | Verenigde Staten | 6,45 | 6,50 | 6,46 | 6,50 |   |
| 14   | Karin Mey Melis     | Turkije          | 6,49 | 6,43 | 6,40 | 6,49 |   |
| 15   | Jana Veldakova      | Slowakije        | 6,45 | 6,48 | 6,29 | 6,48 |   |
| 16   | Bianca Stuart       | Bahama's         | 6,45 | 5,40 | 6,39 | 6,45 |   |
| 17   | Chelsea Jaensch     | Australië        | 6,20 | 6,35 | 6,41 | 6,41 |   |
| 18   | Alina Rotaru        | Roemenië         | 6,40 | X    | 6,38 | 6,40 |   |
| 19   | Anna Kornuta        | Oekraïne         | X    | 6,34 | 6,37 | 6,37 |   |
| 20   | Christabel Nettey   | Canada           | 6,05 | 6,32 | 6,37 | 6,37 |   |
| 21   | Shara Proctor       | Groot-Brittannië | 6,36 | 6,34 | 6,30 | 6,36 |   |
| 22   | Juliet Itoya        | Spanje           | 6,35 | X    | 5,69 | 6,35 |   |
| 23   | Eliane Martins      | Brazilië         | 6,33 | 6,24 | 6,30 | 6,33 |   |
| 24   | Concepción Montaner | Spanje           | 6,23 | 6,23 | 6,32 | 6,32 |   |
| 25   | Volga Soedarava     | Wit-Rusland      | 6,29 | X    | X    | 6,29 |   |
| 26   | Maria Londa         | Indonesië        | 6,21 | 6,29 | 6,29 | 6,29 |   |
| 27   | Khaddi Sagnia       | Zweden           | 6,04 | 6,25 | X    | 6,25 |   |
| 28   | Marestella Sunang   | Filipijnen       | 6,22 | 6,10 | 6,15 | 6,22 |   |
| 29   | Joelia Tarasova     | Oezbekistan      | X    | 6,10 | 6,16 | 6,16 |   |
| 30   | Yvonne Trevino      | Mexico           | X    | 6,16 | X    | 6,16 |   |
| 31   | Anna Loenjova       | Oekraïne         | 6,12 | 6,15 | 6,14 | 6,15 |   |
| 32   | Haido Alexouli      | Griekenland      | 6,07 | X    | 6,13 | 6,13 |   |
| 33   | Lynique Prinsloo    | Zuid-Afrika      | 5,96 | X    | 6,10 | 6,10 |   |
| 34   | Alexandra Wester    | Duitsland        | 5,98 | X    | X    | 5,98 |   |
| 35   | Amaliya Sharoyan    | Armenië          | 5,58 | X    | 5,95 | 5,95 |   |
| 36   | María del Mar       | Spanje           | X    | 5,82 | 5,90 | 5,90 |   |
| 37   | Konomi Kai          | Japan            | X    | X    | 5,87 | 5,87 |   |
| 38   | Keila Costa         | Brazilië         | 5,86 | 5,73 | 5,79 | 5,86 |   |

### Finale
| rang   | naam               | land             | 1    | 2    | 3    | 4             | 5             | 6             | br   |    |
| ------ | ------------------ | ---------------- | ---- | ---- | ---- | ------------- | ------------- | ------------- | ---- | -- |
| Goud   | Tianna Bartoletta  | Verenigde Staten | X    | 6,94 | 6,95 | 6,74          | 7,17          | 7,13          | 7,17 | PR |
| Zilver | Brittney Reese     | Verenigde Staten | X    | 6,79 | X    | X             | 7,09          | 7,15          | 7,15 |    |
| Brons  | Ivana Španović     | Servië           | 6,95 | X    | X    | 6,91          | 7,08          | 7,05          | 7,08 | NR |
| 4      | Malaika Mihambo    | Duitsland        | 6,83 | X    | X    | 6,58          | 6,95          | 6,79          | 6,95 | PR |
| 5      | Ese Brume          | Nigeria          | 6,73 | 6,34 | 6,71 | 5,96          | 6,81          | X             | 6,81 |    |
| 6      | Ksenija Balta      | Estland          | 6,71 | X    | 6,79 | 6,71          | X             | 6,62          | 6,79 |    |
| 7      | Brooke Stratton    | Australië        | X    | 6,69 | 6,64 | 6,74          | 6,64          | 6,53          | 6,74 |    |
| 8      | Jazmin Sawyers     | Groot-Brittannië | 6,55 | 6,69 | 6,57 | 6,53          | X             | X             | 6,69 |    |
| 9      | Darja Klisjina     | Rusland          | 6,63 | 6,60 | 6,53 | uitgeschakeld | uitgeschakeld | uitgeschakeld | 6,63 |    |
| 10     | Sosthene Moguenara | Duitsland        | 6,61 | X    | 6,46 | uitgeschakeld | uitgeschakeld | uitgeschakeld | 6,61 |    |
| 11     | Lorraine Ugen      | Groot-Brittannië | 6,56 | X    | 6,58 | uitgeschakeld | uitgeschakeld | uitgeschakeld | 6,58 |    |
| 12     | Maryna Bech        | Oekraïne         | X    | X    | X    | uitgeschakeld | uitgeschakeld | uitgeschakeld | 0,00 |    |